# Pterophoridae
Pterophoridae là một họ bướm đêm thuộc bộ Lepidoptera. 

## Phân loại
Họ này được chia thành các phân họ, tông và chi gồm:

Phân họ Agdistinae
- Chi Agdistis Hübner, 1825
  - Agdistis bouyeri
  - Agdistis linnaei

Phân họ Ochyroticinae
- Chi Ochyrotica
  - Ochyrotica bjoernstadti

Phân họ Pterophorinae
- Tông Exelastini
  - Chi Antarches
  - Chi Arcoptilia
  - Chi Exelastis
    - Exelastis caroli

  - Chi Fuscoptilia
  - Chi Marasmarcha
- Tông Oidaematophorini
  - Chi Adaina
  - Chi Crassuncus
  - Chi Emmelina Tutt, 1905
    - Emmelina monodactyla

  - Chi Gypsochares
  - Chi Hellinsia Tutt, 1905
    - Hellinsia balanotes
    - Hellinsia emmelinoida

  - Chi Helpaphorus
  - Chi Karachia
  - Chi Oidaematophorus Wallengren, 1862
    - Oidaematophorus beneficus

  - Chi Paravinculia
  - Chi Paulianilus
  - Chi Picardia
  - Chi Pselnophorus Wallengren, 1881
    - Pselnophorus meruensis

  - Chi Puerphorus
  - Chi Setosipennula
- Tông Oxyptilini
  - Chi Buckleria Tutt, 1905
    - Buckleria vanderwolfi

  - Chi Capperia
  - Chi Crombrugghia
  - Chi Dejongia
  - Chi Eucapperia
    - Eucapperia continentalis

  - Chi Geina
  - Chi Intercapperia
  - Chi Megalorhipida Amsel, 1935
    - Megalorrhipida leucodactyla

  - Chi Oxyptilus
  - Chi Paracapperia
  - Chi Prichotilus Rose và Pooni, 2003
  - Chi Procapperia
  - Chi Stangeia Tutt, 1905
    - Stangeia xerodes

- - Chi Stenodacma
  - Chi Tomotilus
  - Chi Trichoptilus
- Tông Platyptilini
  - Chi Amblyptilia Hübner, 1825
    - Amblyptilia acanthadactyla

  - Chi Anstenoptilia
  - Chi Asiaephorus
  - Chi Bigotilia
  - Chi Bipunctiphorus
  - Chi Buszkoiana

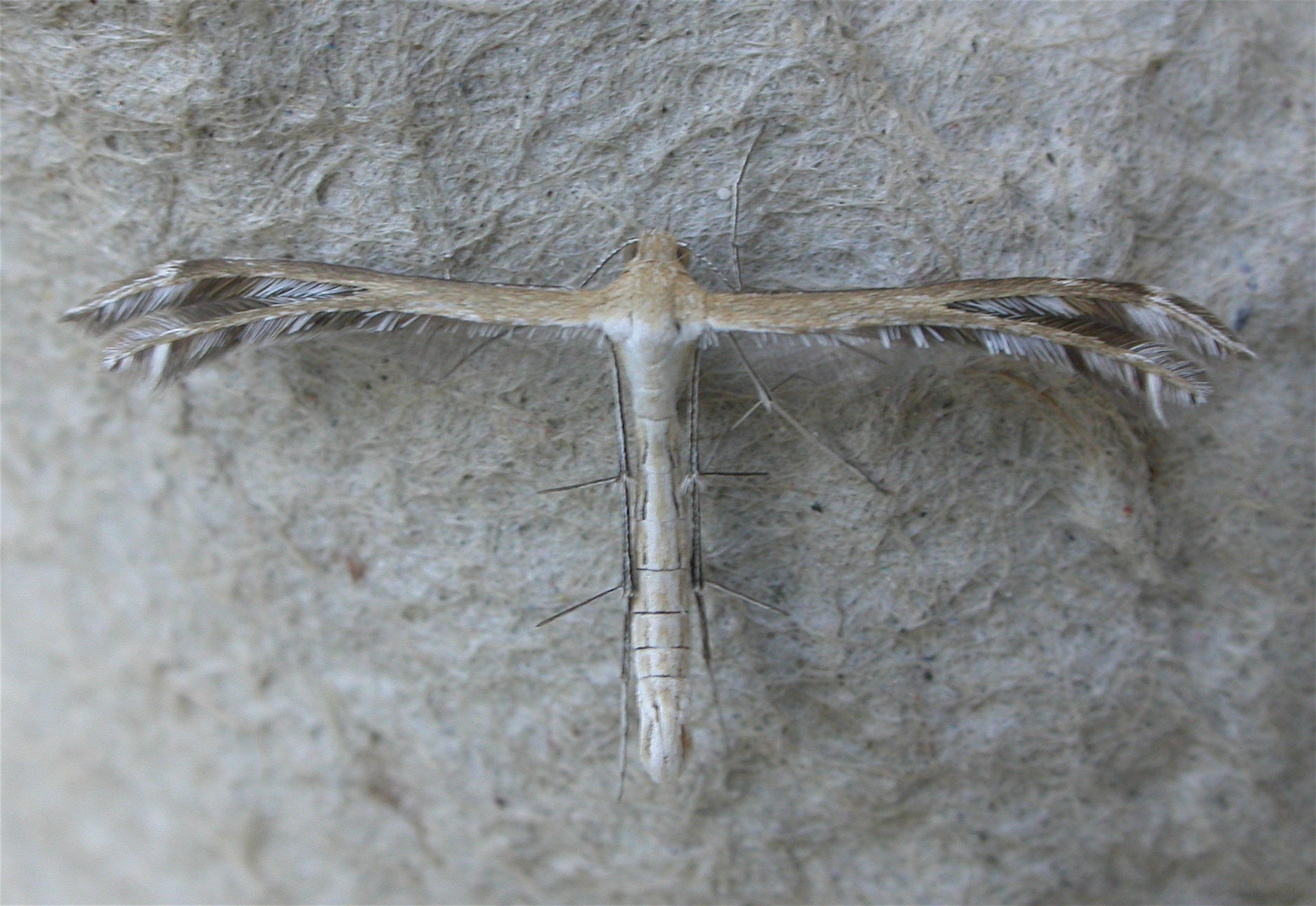
Stangeia xerodes
(Pterophorinae: Oxyptilini)

  - Chi Cnaemidophorus Wallengren, 1862
    - Cnaemidophorus rhododactyla

  - Chi Crocydoscelus
  - Chi Fletcherella
  - Chi Gillmeria Tutt, 1905
    - Gillmeria ochrodactyla

  - Chi Inferuncus
  - Chi Koremaguia
  - Chi Lantanophaga Zimmermann, 1958
    - Lantanophaga pusillidactyla

  - Chi Leesi
  - Chi Lioptilodes
  - Chi Michaelophorus
  - Chi Nippoptilia
  - Chi Paraamblyptilia
  - Chi Paraplatyptilia
  - Chi Platyptilia Hübner, 1825Platyptilia celidotus
(Pterophorinae: Platyptilini)Platyptilia falcatalis
(Pterophorinae: Platyptilini)
    - Platyptilia aarviki

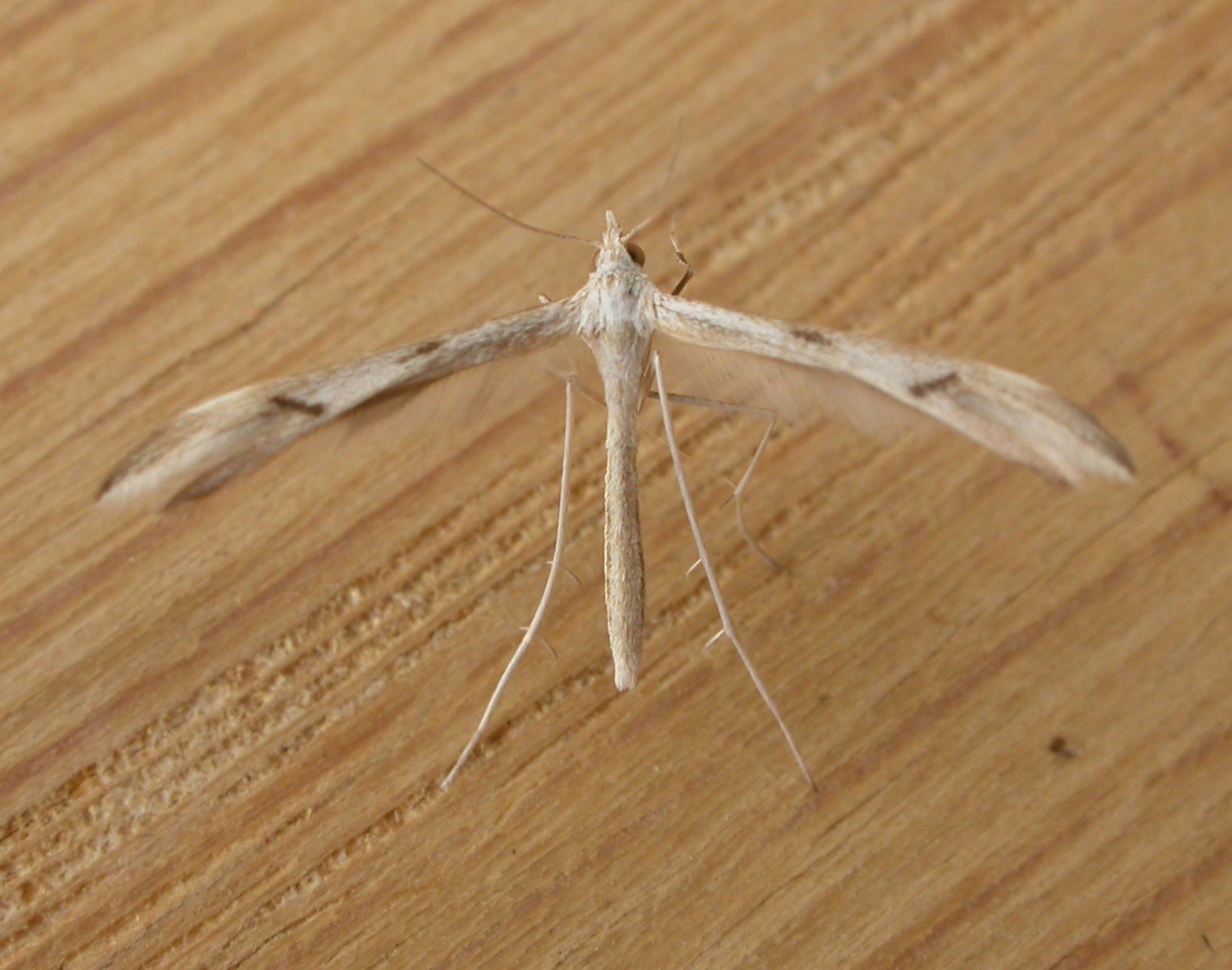
Platyptilia celidotus
(Pterophorinae: Platyptilini)

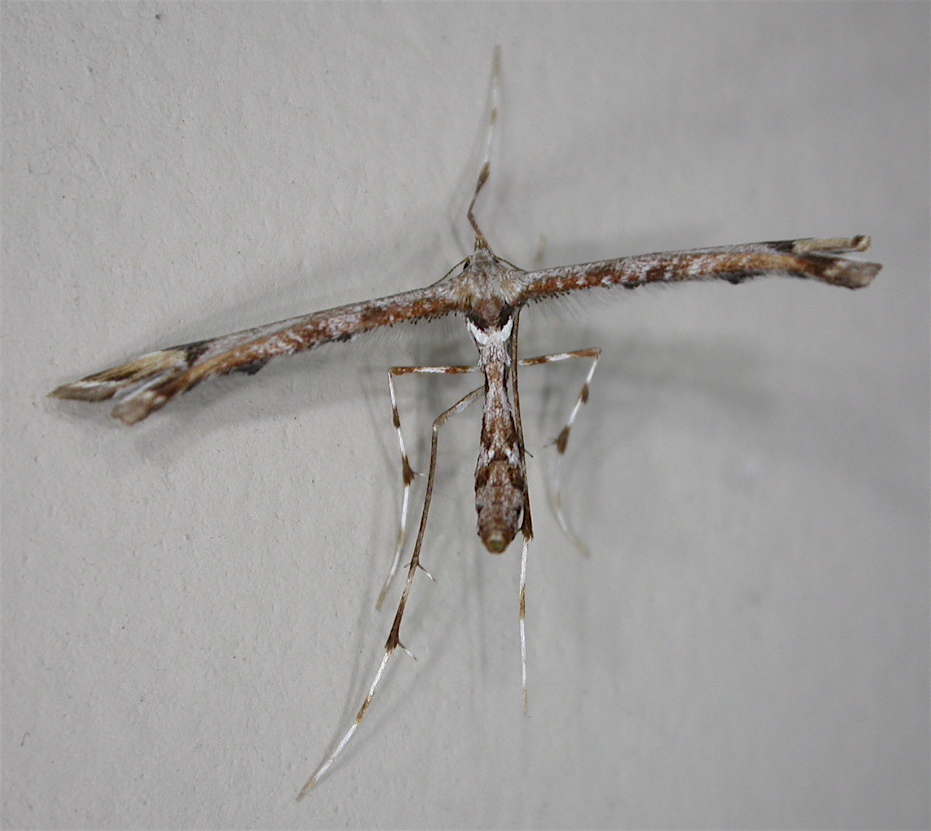
Platyptilia falcatalis
(Pterophorinae: Platyptilini)

    - Platyptilia carduidactyla – Artichoke Plume Moth
    - Platyptilia celidotus
    - Platyptilia eberti
    - Platyptilia falcatalis
    - Platyptilia gonodactyla
    - Platyptilia nussi

  - Chi Platyptiliodes
  - Chi Postplatyptilia
  - Chi Quadriptilia
  - Chi Sinpunctiptilia
    - Sinpunctiptilia emissalis

  - Chi Sochchora
  - Chi Sphenarches
  - Chi Stenoptilia Hübner, 1825
    - Stenoptilia bipunctidactyla
    - Stenoptilia kiitulo
    - Stenoptilia pterodactyla
    - Stenoptilia zophodactylus

  - Chi Stenoptilodes Zimmermann, 1958
    - Stenoptilodes antirrhina – Snapdragon Plume Moth

  - Chi Stockophorus
  - Chi Uroloba
  - Chi Vietteilus
  - Chi Xyroptila
- Tông Pterophorini
  - Chi Calyciphora
  - Chi Chocophorus
  - Chi Cosmoclostis
    - Cosmoclostis aglaodesma
    - Cosmoclostis hemiadelpha
    - Cosmoclostis pesseuta

  - Chi Diacrotricha
  - Chi Imbophorus
    - Imbophorus aptalis
    - Imbophorus leucophasmus
    - Imbophorus pallidus

  - Chi Merrifieldia
  - Chi Oirata
  - Chi Patagonophorus
  - Chi Porrittia
  - Chi Pterophorus
    - Pterophorus pentadactyla – White Plume Moth

  - Chi Septuaginta
  - Chi Singularia
  - Chi Tabulaephorus
  - Chi Wheeleria Tutt, 1905
    - Wheeleria spilodactylus
- Tông Tetraschalini
  - Chi Macrotinactis
  - Chi Titanoptilus
  - Chi Tetraschalis
  - Chi Walsinghamiella

Phân họ Deuterocopinae
- - Chi Deuterocopus
  - Chi Heptaloba
  - Chi Hexadactilia
  - Chi Leptodeuterocopus

Phân họ Macropiratinae
- - Chi Agdistopis